# Казимира Буйвідова
Казимира Буйвідова, власне Казіміра Буйвід, до шлюбу Клімонтович (16 жовтня 1867, Варшава — 8 жовтня 1932, Краків) — польська громадська діячка, журналістка, феміністка та атеїстка. Відстоювала жіночу освіту та виборчі права.

## Біографія
Була дочкою Людвіки Щесневської та Казимира Клімонтовича з дрібної литовської шляхти. Після ранньої смерті матері батько довірив Казимиру своїй сестрі Кароліні Петронелі Клімонтович, учасниці Січневого повстання. Закінчила школу для дівчат у Варшаві, склавши іспит і здобувши кваліфікацію домашньої вчительки. Також закінчила кравецькі курси, а студенткою Летючого університету вивчала біологію.
У 1886 році одружилася з Одо Буйвідом і стала лаборанткою в його лабораторії. У 1893 році родина переїхала до Кракова, де Одо почав працювати в Ягеллонському університеті, а Казиміра спочатку взяла на себе керівництво, а з 1918 року керівництво Заводом з виробництва сироваток і вакцин, заснованим чоловіком. Під час Першої світової війни разом із чоловіком і старшою донькою-лікаркою керувала госпіталем для поранених вояків польських легіонів.

### Соціальний активізм
З 1893 р. діяла в Товаристві народних шкіл, була співорганізаторкою і головою Краківської жіночої читальні, брала участь у створенні безкоштовних читалень для молоді. У 1890-х роках офіційно залишила римо-католицьку церкву та оголосила про свою неконфесійність, що призвело до соціального остракізму щодо Буйвідів у консервативному середовищі Кракова. У 1896—1906 роках очолювала Товариство жіночих гімназійних шкіл, що призвело до створення першої гімназії для дівчат у Польщі з програмою та атестатом зрілості, еквівалентними тим, які були в чоловічих гімназіях. Казимира Буйвід ініціювала кампанії з написання індивідуальних і колективних заяв жінок на право навчання — результатом цього став прийом перших студенток у 1896 році. У 1904 році вона подала петицію до Національного сейму, а в 1910 році до Державної ради у Відні — петицію про рівність жінок в університетах. У 1908 році взяла участь у виборчій кампанії Марії Дулемянки — першої жінки-кандидатки до народного сейму. У 1910 р. як делегатка від Галичини брала участь у конгресі жіночих справ у Парижі. У 1912 році була делегаткою Першого австрійського конгресу з питань виборчих прав жінок. Під час Першої світової війни відійшла від активної громадської діяльності, зокрема через хронічну хворобу. Буйвід брала участь у боротьбі за право голосу жінок, особливо активно підтримувала виборчу кампанію Марії Дулем'янки. Організувала середні школи для дівчат, щоб потім їм було легше вступати до університету.

### Журналістська діяльність

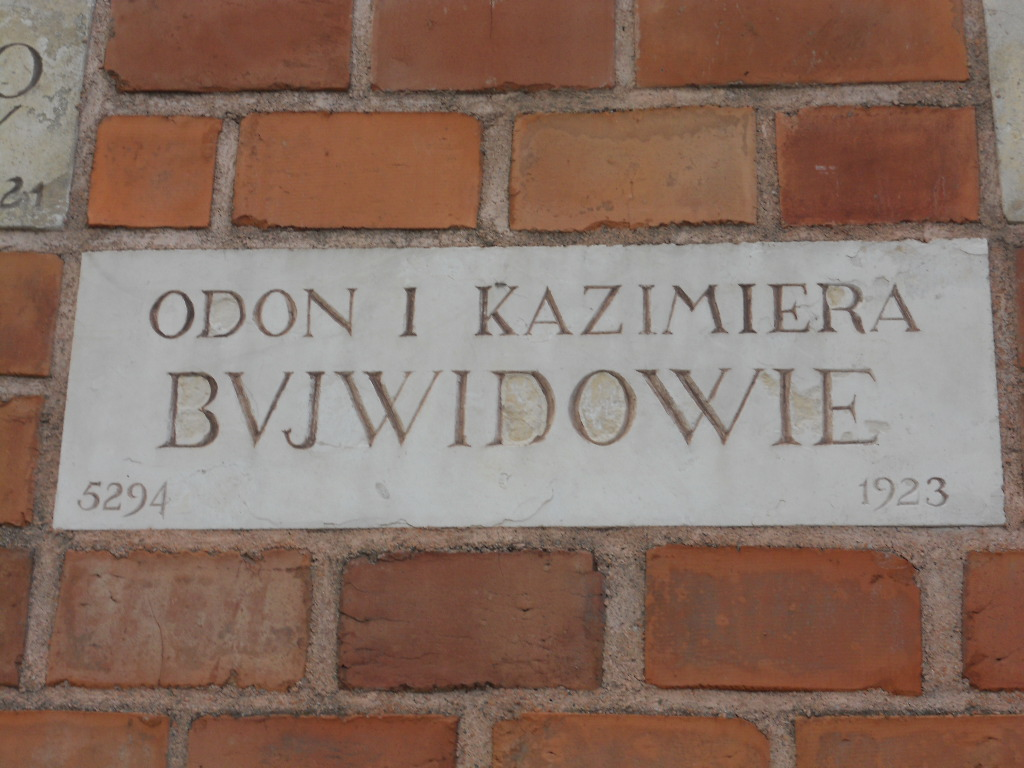
Одо та Казіміра Буйвіди брали участь у реконструкції замку Вавель, за що отримали пам'ятну цеглу

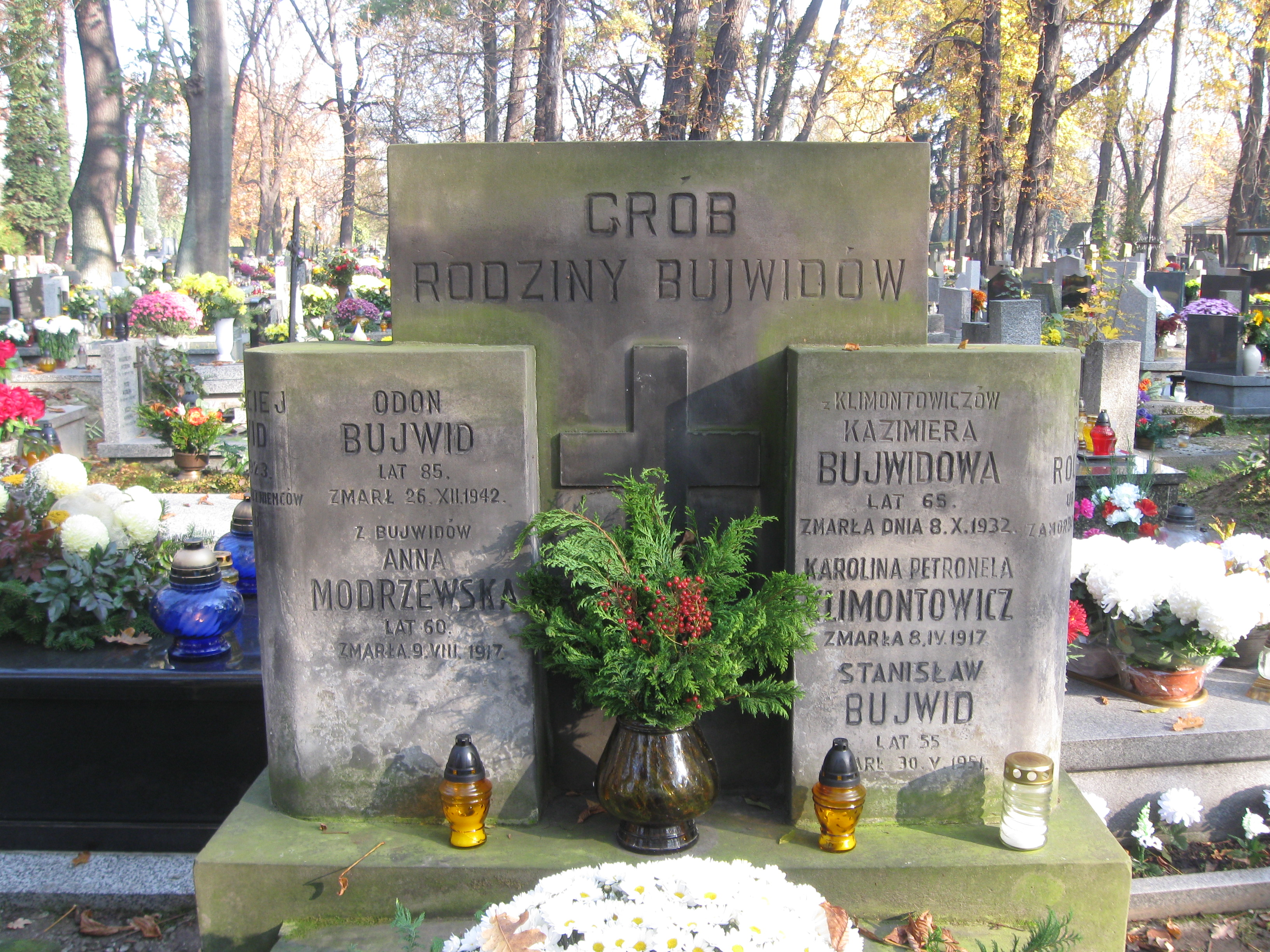
Могила Буйвидів на Раковицькому цвинтарі в Кракові

У 1902—1907 рр. співпрацювала з журналом " Нова Реформа ", а в 1907—1911 рр. — з журналом «Стер», друкувалася в «Новому Слові». Була авторкою феміністичних памфлетів: «Права вчителя» з 1903 р., «Чи жінка повинна мати однакові права з чоловіком» з 1909 р., «При зародженні жіночого питання» з 1910 р., «Про прогресивний і непрогресивний жіночий рух у Галичині з 1910 р.»,1913 рік. Виступала з питань навчання і виховання дітей — у 1903 р. видала брошуру «Народні доми», а в 1905 р. — «Реформа виховання та охорони дитинства». У січні 1919 року опублікована «Програмна декларація жінок щодо майбутніх виборів до законодавчого сейму».

## Пам'ять
1 грудня 2021 року міська рада Кракова ухвалила рішення про заснування нагороди Казимири Буйвідової, яка має бути відзнакою для жінок, які здійснюють інноваційні ініціативи, працюють для зміцнення інших жінок, беруть участь у покращенні життя місцевих громад і є натхненням для молодого покоління дівчат і хлопців.

## Виноски
1. 1 2  Frauen in Bewegung 1848–1938 — Österreichische Nationalbibliothek, 2006.
2. ↑  Gorecka H., Korĵenkov A. Nia diligenta kolegaro: Biografioj de 200 eminentaj esperantistoj — Litova Esperanto-Asocio, Sezonoj, 2018. — 500 екз.
3. ↑  Kazimiera Bujwidowa patronką nowej krakowskiej nagrody – parlamentarny.pl (пол.)